# Orectogyrus camerunensis
Orectogyrus camerunensis is een keversoort uit de familie van schrijvertjes (Gyrinidae). De wetenschappelijke naam van de soort is voor het eerst geldig gepubliceerd in 1924 door Ochs.